# Arlberg-Orient Express
Arlberg-Orient Express è una relazione ferroviaria tra Parigi e Atene/Bucarest via Basilea-Zurigo-Vienna istituita nel 1924 e operata dalla CIWL con vetture dirette Calais-Bucarest.  Reintrodotto dopo la guerra, l'Arlberg-Orient-Express dal 1962 è stato limitato a Vienna e il nome cambiato in Arlberg Express